# René Röthke
René Röthke (* 27. Juli 1982 in Berlin) ist ein deutscher Eishockeyspieler, der seit September 2024 für den  EHF Passau Black Hawks spielt.

## Karriere

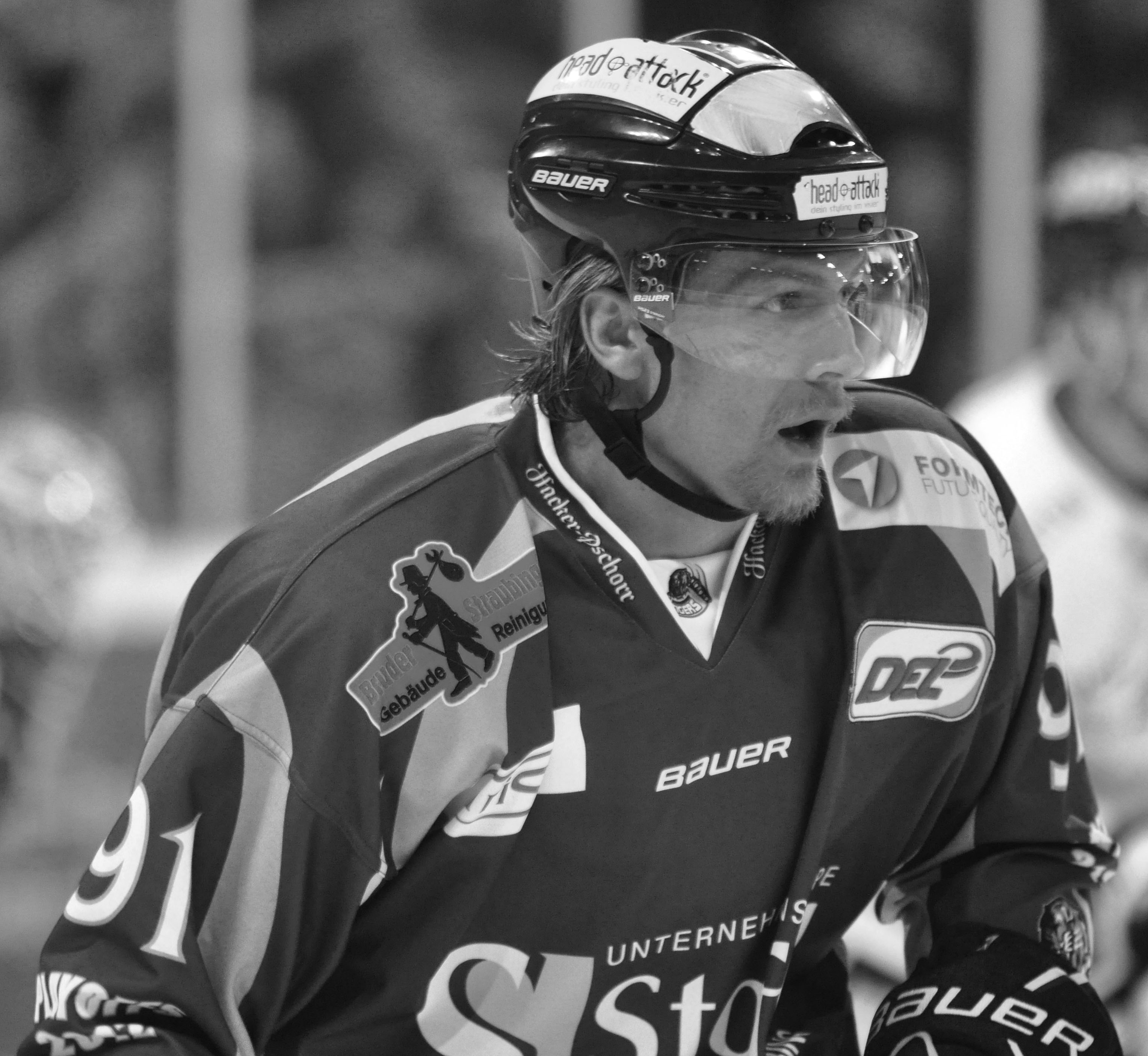
Röthke im Trikot der Straubing Tigers (2012).

Aus dem Nachwuchs des EC Berlin Capitals stammend, wo er in der Saison 1999/00 neben der Juniorenbundesligamannschaft erstmals bei der Seniorenmannschaft des Vereins zum Einsatz kam, spielte der Angreifer in der Saison 2000/01 in der Oberliga Nord für die Eisbären Juniors Berlin und hatte zudem einen Einsatz mit einer DEL-Förderlizenz für die Berlin Capitals. Im Sommer 2001 wechselte der Rechtsschütze nach Augsburg, wo er erneut mit einer DEL-Förderlizenz für die Augsburger Panther in der Deutschen Eishockey Liga sowie für die Regionalliga-Mannschaft des Augsburger EV zum Einsatz kam. Im Sommer 2002 wechselte Röthke zurück nach Berlin zu den Eisbären, wo er in der Saison 2002/03 erneut mit einer DEL-Förderlizenz auch in der 2. Bundesliga für den ETC Crimmitschau zum Einsatz kam.
Zur Spielzeit 2003/04 wechselte der Stürmer nach Hamburg, wo er für die Hamburg Freezers aufs Eis ging. Im Sommer 2004 unterschrieb René Röthke einen Vertrag bei den Hannover Scorpions, von denen er mit einer Förderlizenz für REV Bremerhaven ausgestattet wurde. Am 2. November 2006 wurde der Angreifer erstmals in das deutsche Nationalteam berufen. Nachdem sein Vertrag in Hannover nicht verlängert worden war, wechselte der Berliner zum Ligakonkurrenten ERC Ingolstadt, wo er zunächst einen Einjahresvertrag erhielt.
Seit der Spielzeit 2009/10 spielt der Stürmer für die Straubing Tigers ebenfalls in der DEL und tritt mit der Rückennummer 91 auf. Röthke spielte 2009/10 seine an Scorerpunkten gemessen beste Saison in der DEL, sein Vertrag wurde nach der Saison um ein Jahr verlängert. Der Vertrag von René Röthke bei den Straubing Tigers wurde offiziell am 8. Dezember 2011 um weitere 2 Jahre bis 2014 verlängert.
Zum Jahreswechsel 2018 verabschiedete sich Röthke von seinen Fans, da er nach neun Jahren im Trikot der Straubing Tigers keinen Vertrag für die kommende Saison erhalten hatte. Am 24. Januar 2018 wurde der sofortige Wechsel Röthkes zum Oberligisten Deggendorfer SC bekannt gegeben, wo er als wichtiger Leistungsträger zusammen mit seinem Team Vize-Meister wurde.
Seit der Saison 2024/25 läuft Röthke für den  EHF Passau Black Hawks in der Eishockey-Oberliga auf.

## Karrierestatistik

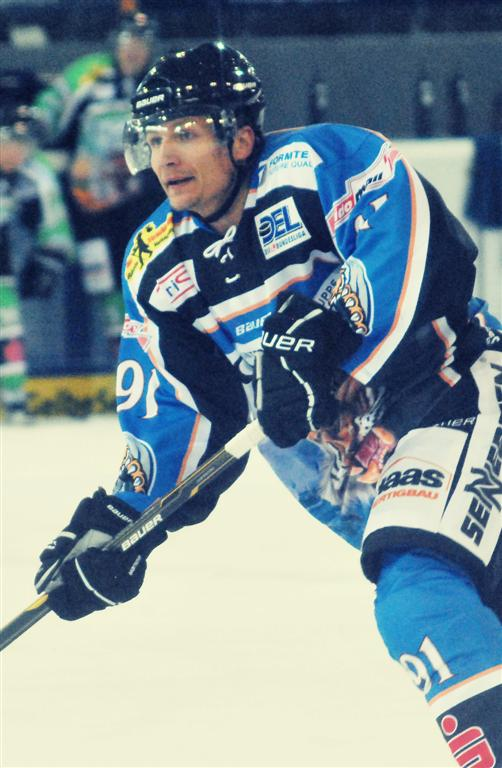
René Röthke im Trikot der Straubing Tigers

(Legende zur Spielerstatistik: Sp oder GP = absolvierte Spiele; T oder G = erzielte Tore; V oder A = erzielte Assists; Pkt oder Pts = erzielte Scorerpunkte; SM oder PIM = erhaltene Strafminuten; +/− = Plus/Minus-Bilanz; PP = erzielte Überzahltore; SH = erzielte Unterzahltore; GW = erzielte Siegtore; 1 Play-downs/Relegation; Kursiv: Statistik nicht vollständig)